# Midway (Alabama)
Midway – miasto w Stanach Zjednoczonych, w stanie Alabama, w hrabstwie Bullock.

## Demografia
W 2010 zamieszkiwało w nim 499 osób. W 2023 liczba mieszkańców spadła do 404 osób, a gęstość zaludnienia do 47 osób/km².